# Alvíssmál

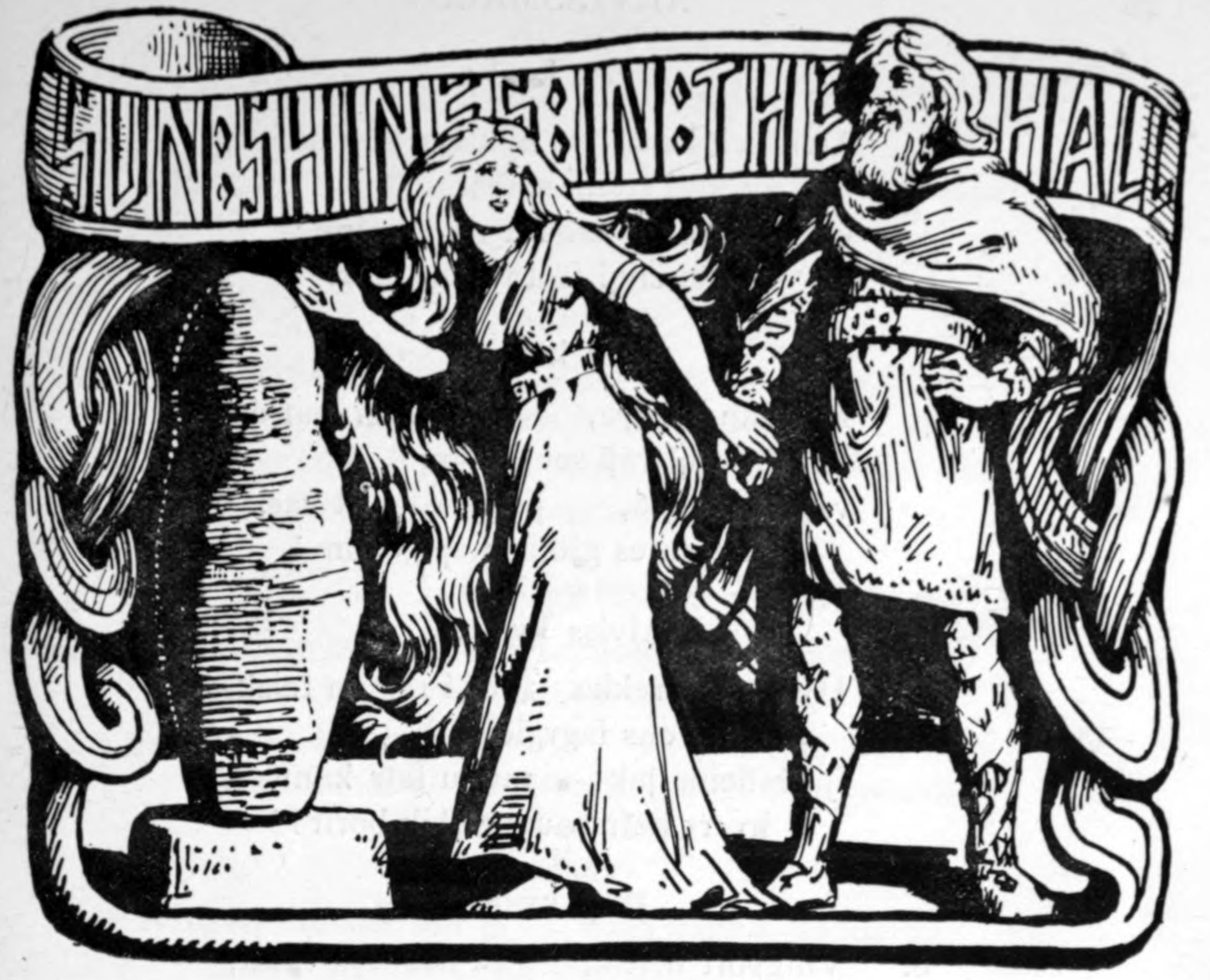
"Sun Shines in the Hall" (1908) di W. G. Collingwood.

L'Alvíssmál ("Racconto di Alvíss") è un poema contenuto nella Edda poetica, che narra di una conversazione tra Thor ed un Dvergr (nano) di nome Alvíss.

## Trama
Alvíss giunge da Thor chiedendone la figlia come sposa. Sembra che la figlia gli sia stata già promessa in passato. Thor si rifiuta di concederne la mano, dato che non era a casa quando il patto fu stipulato. Dice ad Alvíss che deve rispondere ad ogni domanda che gli verrà posta per poter guadagnare la sua amata. Il resto del poema è semplicemente una lista di nomi di varie entità quali uomini, Æsir, Vanir, giganti, nani ed elfi, che Alvíss snocciola in risposta alle domande di Thor.
Alvíss risponde ad ogni singola domanda di Thor, ma viene superato in astuzia. Quando il sole sorge alla fine del poema, Alvíss, essendo un nano, si trasforma in pietra al contatto coi raggi solari. È l'unico episodio conosciuto in cui Thor supera l'avversario senza usare la forza bruta.
Non c'è azione nel poema, e non sembra legato ad altre opere, ma contiene termini non riportati da nessuna altra parte, alcuni sicuramente invenzione del poeta che lo scrisse.